# Guardians of the Galaxy (film)
Guardians of the Galaxy är en amerikansk superhjältefilm som hade biopremiär i USA den 1 augusti 2014 och handlar om teamet med samma namn. Den är regisserad av James Gunn. Filmen produceras av produktionsbolaget Marvel Studios och Walt Disney Pictures distribuerar. Det är den tionde filmen i serien Marvel Cinematic Universe.

## Handling
Äventyraren Peter Quill stjäl en eftertraktad artefakt från den kraftfulle Ronan, som har ambitioner att förinta hela galaxen. Peter som gärna kallar sig Star-Lord slår sig sedan samman med den vapengalne tvättbjörnen Rocket, den trädlike humanoiden Groot, den gåtfulla Gamora och den hämndlystne Drax the Destroyer. Tillsammans bildar de ett futuristiskt team av superhjältar som skyddar galaxen mot faror.

## Rollista (i urval)
- Chris Pratt – Peter Quill / Star-Lord
- Zoe Saldana – Gamora
- Dave Bautista – Drax the Destroyer
- Vin Diesel – Groot (röst)
- Bradley Cooper – Rocket Raccoon (röst)
- Lee Pace – Ronan the Accuser
- Michael Rooker – Yondu Udonta
- Karen Gillan – Nebula
- Djimon Hounsou – Korath the Pursuer
- John C. Reilly – Corpsman Rhomann Dey
- Glenn Close – Nova Prime Irani Rael
- Benicio del Toro – Taneleer Tivan / The Collector
- Sean Gunn – Kraglin Obfonteri
- Peter Serafinowicz – Denarian Garthan Saal
- Laura Haddock – Meredith Quill
- Gregg Henry – Peter Quills morfar
- Ophelia Lovibond – Carina
- Alexis Denisof – The Other
- Josh Brolin – Thanos
- Melia Kreiling – Bereet
- Christopher Fairbank – The Broker
- Nathan Fillion – Monstrous Inmate (röst)
- Rob Zombie – Ravager Navigator (röst)
- Seth Green – Howard the Duck (röst) (cameo)
- Stan Lee – Xandarian Ladies' Man (cameo)

## Om filmen
En av skurkarna i filmen är Thanos som har en liten cameo-roll i filmen Marvel's The Avengers (2012). Howard the Duck har en cameo-roll i slutet av filmen, karaktären har tidigare haft sin egen film kallad Ingen plockar Howard (1986), som var den första Marvel-filmen som visades på bio. The Collector har tidigare medverkat i en scen under eftertexterna av Thor: The Dark World (2013).
Inspelningen skedde i London och började i juli 2013 och avslutades i oktober samma år.
Inför Oscarsgalan 2015 nominerades filmen till två Oscars för Bästa smink och Bästa specialeffekter.

## Soundtrack
| 1.           | Hooked on a Feeling            | Blåblus                       | 2:52  |
| 2.           | Go All the Way                 | Raspberries                   | 3:21  |
| 3.           | Spirit in the Sky              | Norman Greenbaum              | 4:02  |
| 4.           | Moonage Daydream               | David Bowie                   | 4:41  |
| 5.           | Fooled Around and Fell in Love | Elvin Bishop                  | 4:35  |
| 6.           | I'm Not in Love                | 10cc                          | 6:03  |
| 7.           | I Want You Back                | The Jackson 5                 | 2:58  |
| 8.           | Come and Get Your Love         | Redbone                       | 3:26  |
| 9.           | Cherry Bomb                    | The Runaways                  | 2:17  |
| 10.          | Escape (The Piña Colada Song)  | Rupert Holmes                 | 4:37  |
| 11.          | O-o-h Child                    | The Five Stairsteps           | 3:13  |
| 12.          | Ain't No Mountain High Enough  | Marvin Gaye och Tammi Terrell | 2:29  |
| Total längd: | Total längd:                   | Total längd:                  | 44:35 |

### Fotnoter
1. ↑  ”Guardians of the Galaxy” (på engelska). Box Office Mojo. 1 augusti 2014. http://www.boxofficemojo.com/movies/?id=marvel2014a.htm. Läst 7 september 2016.